# Beauvoisin (Gard)
Beauvoisin település Franciaországban, Gard megyében. Lakosainak száma 5823 fő (2022. január 1.). Beauvoisin Aubord, Bernis, Générac, Saint-Gilles, Uchaud, Vauvert és Vestric-et-Candiac községekkel határos.

## Népesség
A település népességének változása:
| Lakosok száma | 1580 | 1901 | 2706 | 3308 | 4450 | 4669 | 4780 | 5104 | 5323 | 5823 |
|               | 1968 | 1982 | 1990 | 2006 | 2013 | 2015 | 2017 | 2019 | 2020 | 2022 |